# A coloradói kölyök
A coloradói kölyök (The Colorado Kid) Stephen King amerikai író 2005-ben megjelent regénye, amely Amerikában egy krimisorozat (Hard Case Crime) részeként jelent meg. Magyarul először az Európa Könyvkiadónál jelent meg a regény, Müller Bernadett fordításában, 2008-ban.

## Cselekmény
|  | Alább a cselekmény részletei következnek! |

A történet egy Maine-állambeli szigeten játszódik, ahol két idős újságíró, Dave Bowie és Vince Teague elmeséli egy fiatal gyakornoknak, Stephanie McCann-nek egy rejtélyes, huszonöt évvel korábbi haláleset történetét a szigeten.
A coloradói kölyök névvel illetett idegent, akinek személyazonosságát csak több mint egy év elteltével sikerült felfedni, két fiatal találta meg annak idején holtan a parton egy szemetesnek dőlve.
A két újságírónak azonban minden igyekezete ellenére sosem sikerült megoldania a rejtélyt. Nem tudták meg, miként halt meg a férfi, és nem találtak választ arra a kérdésre sem, miért utazott több mint háromezer kilométert Maine államba, hátrahagyva feleségét és féléves kisfiát.
|  | Itt a vége a cselekmény részletezésének! |

## Érdekességek
A szerző a könyv utószavában vall arról, hogy az élet tele van rejtélyekkel. Így ez a regénye nem a megoldásról szól, hanem valójában magáról a rejtélyről, a megoldhatatlan dolgokról, amelyek éveken, évtizedeken át foglalkoztatják az embert, ám mégsem kergetik őrületbe.
A mű ebből a szempontból sok hasonlóságot mutat a Rémautó című regénnyel, amelyben más alaphelyzetből kiindulva, de szintén ezt a kérdéskört járja körül a szerző.

## Magyarul
- A coloradói kölyök; ford. Müller Bernadett; Európa, Bp., 2008